# Gran Hamada
Akihiro Hamada (浜田 広秋 Hamada Akihiro?, ) (Maebashi, Gunma, 27 de noviembre de 1950 - México, 15 de febrero de 2025)fue un luchador profesional japonés, más conocido por su nombre artístico Gran Hamada (グラン浜田?). Hamada fue el primer japonés en adoptar el estilo de lucha libre mexicano, y es conocido por su trabajo en New Japan Pro Wrestling, Universal Wrestling Federation, Michinoku Pro Wrestling y varias más. 
Hamada ha sido además fundador de Universal Lucha Libre. Sus hijas, Ayako y Xóchitl Hamada, también son luchadoras profesionales.

## Carrera
Hamada fue uno de los primeros entrenadores de la New Japan Pro Wrestling, donde fue conocido como Little Hamada en un principio. Fue enviado a la compañía Lucha Libre Internacional de México a causa de su baja talla; donde alcanzó un gran éxito - tanto que sus admiradores y promotores en México lo bautizaron como Gran Hamada. Después ingresó al Consejo Mundial de Lucha Libre, donde se el otorgó el artículo El a su nombre de luchador, siendo desde entonces conocido como El Gran Hamada.
En 1984 se convirtió en miembro del plantel original de la Universal Wrestling Federation (UWF) de Japón, pero encontró que su estilo acrobático adquirido en México no encajaba con el estilo típico japonés empleado en la UWF, y pronto la abandonó uniéndose a la All Japan Pro Wrestling (AJPW). Pero en algún momento se separó de la AJPW y formó su propia compañía en 1990: la Universal Lucha Libre (ULL). Sin embargo, los luchadores comenzaron a abandonar la ULL en 1993, y en 1995 Hamada cerró la compañía para unirse a la Michinoku Pro Wrestling, La cual había sido formada por exmiembros de la ULL.
En 2001 volvió a luchar en la AJPW, esta vez como agente libre. En breve se unió al grupo de los Love Machines bajo el título de Mini Love Machine junto a Super Love Machine (Junji Hirata de la New Japan Pro W., retomando su rol como Super Strong Machine) y Love Machine Storm (Arashi, cuyo nombre en el rin significa literalmente "Tormenta"). Usaban el éxito del grupo Morning Musume, Love Machine como tema de entrada.
Aparentemente resurgió en la New Japan Pro Wrestling bajo la marca WrestleLand en su segunda función del 30 de junio, bajo el nombre de Masked Hurricane haciendo equipo con Ray Cobra contra Tiger Mask IV y Edo Samurái en un enfrentamiento perdido (Ray Cobra fue derribado después de un piledriver de Tiger Mask IV).

## Familia
En 2018, su hija Fumiko fue arrestada por violar la Ley de Control de Narcóticos y él mismo sufrió un infarto cerebral. Además, el 31 de diciembre del mismo año, su esposa falleció, y las desgracias lo golpearon una tras otra. En febrero de 2019, a instancias de sus hijas que viven en México, se mudó nuevamente a México.

## Estado de salud y muerte
En 2017, en una conversación con Killer Khan, reveló que se había sometido a una cirugía por cáncer de la próstata. El 29 de noviembre de 2024, Fumiko publicó en las redes sociales que su padre, Hamada, había estado recibiendo nutrición y oxígeno a través de incisiones en la garganta (Traqueostomía) y en el abdomen (Gastrostomía) desde principios de ese mes y se encontraba en estado crítico. Sin embargo, se recuperó milagrosamente y fue dado de alta del hospital a fines de enero de 2025. Murió en la ciudad de San Luis Potosí el 15 de febrero de 2025 a la edad de 74 años.

## En lucha
- Movimientos finales
  - Hama-chan Cutter[1][3] / Hamada Cutter[2] (Cutter, a veces desde una posición elevada)

- Movimientos de firma
  - Ankle lock
  - Belly to back suplex[1][2]
  - Cross armbar
  - Dropkick, a veces desde una posición elevada
  - Fujiwara armbar
  - Headbutt
  - Hurricanrana[1][2][3]
  - Plancha[2]
  - Tilt-a-whirl slam
  - Tornado DDT,[1][2][3] a veces desde el piso del ring a un oponente en el exterior

- Apodos
  - "The Little Giant"[2]
  - "The Little Hero"[2]

## Campeonatos y logros
- Big Japan Pro Wrestling
  - BJW World Heavyweight Championship (1 vez)

- Consejo Mundial de Lucha Libre
  - NWA Campeonato Mundial de Peso Medio (1 vez)

- Michinoku Pro Wrestling
  - UWF Super Middleweight Championship (1 vez)
  - Apex of Triangle Six–Man Tag Team Championship (1 vez) - con The Great Sasuke & Tiger Mask IV
  - Futaritabi Tag Team League (2000) - con Tiger Mask IV

- National Wrestling Alliance
  - NWA Americas Heavyweight Championship (1 vez)

- New Japan Pro Wrestling
  - UWA World Junior Light Heavyweight Championship (1 vez)

- Universal Lucha Libre
  - UWA/UWF Intercontinental Tag Team Championship (1 vez)
  - WWA World Junior Light Heavyweight Championship (1 vez)

- Universal Wrestling Association
  - UWA World Junior Light Heavyweight Championship (4 veces)
  - UWA World Light Heavyweight Championship (2 veces)
  - UWA World Middleweight Championship (3 veces)
  - UWA World Tag Team Championship (3 veces) – con Riki Chōshū, Perro Aguayo y Kendo
  - UWA World Welterweight Championship (1 vez)

- Universal Wrestling Federation
  - WWF Light Heavyweight Championship (1 vez)

- World Wrestling Federation
  - WWF Intercontinental Tag Team Championship (1 vez) - con Perro Aguayo
  - WWF Light Heavyweight Championship (1 vez)